# Telemo
Telemo era um adivinho que morava no país dos ciclopes. Predisse a Polifemo que um dia este seria cegado por um viajante chamado Odisseu.